# Michel Roquebert
Michel Roquebert (Burdeos, 7 de agosto de 1928-Narbona, 15 de junio de 2020) fue un filósofo, investigador, historiador y escritor francés, considerado uno de los especialistas con más renombre sobre el catarismo. 

## Biografía
Licenciado en filosofía, trabajó como redactor y crítico de arte en el periódico La Dépêche du Midi hasta 1983, dedicándose al mismo tiempo a investigar y escribir libros históricos. Su primera publicación, en 1966, fue Citadelles du vertige, centrada en los denominados castillos cátaros y su historia durante la Edad Media. 
En este año también empezó a redactar la que fue una de sus obra magnas: L’Epopée cathare. Esta obra consta de cinco volúmenes (el primero fue publicado en 1970 y el último el 1998), tratando una reconstrucción histórica, paso a paso, de la historia del catarismo occitano. Por el primero de estos cinco volúmenes, L'Invasion, le fue concedido el Grand Prix d'Histoire - Grand Prix Gobert de la Academia Francesa en 1970. Posteriormente sus obras  fueron premiadas por la Académie des jeux Floraux (Academia de los Juegos Florales) y la Académie du Languedoc (Academia del Languedoc).
En otros formatos, pero sin dejar el tema de los cátaros, realizó en los años 1978 y 1981 los guiones de los cómics Aymeric et les Cathares y Aymeric à Montségur, ilustrados y dibujados por Gérald Forton y publicados por Éditions Loubatières. 
De 1985 a 1992, Michel Roquebert presidió el Groupe de Recherches Archéologiques de Montségur et ses Environs (GRAME) y posteriormente ocupó el mismo cargo en coloquios y volúmenes realizados por el Centre d'Études Cathares René-Nelli de Carcasona.
Falleció el 15 de junio de 2020 a los noventa y un años.

## Algunas de sus obras
- L'Épopée cathare:

1 - L'invasion (1970)
2 - Muret ou la dépossession (1977)
3 - Le lys et la croix (1981)
4 - Mourir à Montségur (1989)
5 - De la chute de Montségur aux derniers bûchers (1998)
- Citadelles du vertige (1966)
- Montségur les cendres de la liberté (1981)
- Récits et légendes de l'Antiquité toulousaine (1986)
- Rues tolosanes (1988)
- Les Cathares et le Graal (1994)
- Cathares la terre et les hommes (2001)
- La religion cathare  (2001)
- Histoire des Cathares (2002)
- Saint Dominique. La légende noire, Paris (2003)
- Simon de Montfort bourreau et martyr (2005)